# 山田はまち
山田 はまち（やまだ はまち、10月10日 - ）は、日本の漫画家。女性。秋田県潟上市出身。

## 来歴
秋田県潟上市に生まれる。
『週刊少年ジャンプ』を読んで育つ。小学生のころより、『遊☆戯☆王』や『星のカービィ』の絵を描き、そのころから漫画を描いていた。初めてオリジナルの漫画を描いたのは、高学年のころである。「突然、連載の途中の第12話を描く」というコンセプトで、内容はバトル漫画であった。中学で吹奏楽部に所属し、パーカッションを担当。中学2年生の時にバトル漫画を『週刊少年ジャンプ』に投稿。その後工業高校の工業科に入り、マーチングバンドと出会う。マーチングではフラッグを振って演技するカラーガードを担当していた。高校での授業中に漫画を描いていた際、教師にそのことを揶揄うような発言をされ、周りからも同じ目を受けたため漫画とは距離を置くようになった。
高校を卒業後、東北の電気保安の企業に就職し、高所が平気であったため、電信柱に登っていた。当時は盛岡市で暮らしていた。2011年、東日本大震災の中で、自宅が停電しているにもかかわらず、市役所や病院や警察署や消防署などに電気を回す作業を徹夜で行うなどの仕事を経て、「責任のあるポジション」を任されるようになった。それは「命の危険と隣り合わせ」である上、「スケジュール管理のプレッシャーが強い職種」であったため、プライベートでバンド活動に力を入れるようになる。女の子3人組のロックバンドのドラマーとして、盛岡で活動。
会社員として働く中で漫画家になりたいという気持ちが高まり、仕事に対して燃え尽き症候群となったこともあり、9年間勤務した会社を辞職。祖母の介護による病院への付き添いの待合時間にiPadで絵を描き始め、10年振りの漫画も執筆。転職を決意して上京する。
漫画の制作を独学で始めると、アシスタントとして働く傍ら漫画を描き続け、『週刊少年サンデー』に将棋漫画を投稿した際に『スピリッツ』の編集者を紹介される。2017年に『週刊ビッグコミックスピリッツ』（小学館）にて山口まさる名義で読切『夢みる力』を発表し、デビュー。2019年には読切『あいつは空色の車で』で第16回カミカゼ賞の奨励作を受賞。同作は同年11月5日発売の『漫画アクション』（双葉社）22号に掲載された。
2020年2月4日、『漫画アクション』同年4号にて『みかづきマーチ』の連載を開始する。

## 人物
好きな作品としてジブリ作品や、『はじめの一歩』や『H2』などの少年漫画を挙げている。

## 作品リスト

### 漫画作品

#### 連載
- みかづきマーチ（『漫画アクション』2020年4号[11] - 2022年1号[13]）
- ハナイケル－川北高校華道部－（『ビッグコミックスピリッツ』2023年11号[14] - 2024年17号[15]）
- マイ・トワイライト（『漫画アクション』2024年4号 - ） - 短期集中連載。
- ハルのサボり飯（『週刊大衆』2024年[16] - ）
- 泥の国（『漫画アクション』2024年17号[17] - ）

#### 読み切り
- 夢みる力（『週刊ビッグコミックスピリッツ』2017年49号）
- あいつは空色の車で（『漫画アクション』2019年22号）
- 衝動（『くらげバンチ』2022年6月3日[18][19]）
- セッション！（『BE・LOVE』2022年12月号[20]）

### 書籍
- 『みかづきマーチ』、双葉社〈アクションコミックス〉2020年 - 2022年、全6巻
- 『ハナイケル－川北高校華道部－』、小学館〈ビッグコミックス〉2023年 - 、既刊5巻（2024年5月30日現在）
- 『泥の国』、双葉社〈アクションコミックス〉2024年 - 、既刊2巻（2025年6月26日現在）
  1. 2024年12月26日発売[21][22]、ISBN 978-4-575-86037-5
  2. 2025年6月26日発売[23]、ISBN 978-4-575-86106-8
- 『マイ・トワイライト』双葉社〈アクションコミックス〉、2024年12月26日発売[21][24]、ISBN 978-4-575-86035-1
- 『ハルのサボり飯』、双葉社〈アクションコミックス〉2025年 - 、既刊1巻（2025年4月24日現在）
  1. 2025年4月24日発売[25][26]、ISBN 978-4-575-86080-1

### その他
- 非日常な彼女（『月刊!スピリッツ』2025年1月号[5]）イラスト[27]